# El Parralito
El Parralito är en ort i Mexiko.   Den ligger i kommunen Siltepec och delstaten Chiapas, i den sydöstra delen av landet, 800 km sydost om huvudstaden Mexico City. El Parralito ligger 1 039 meter över havet och antalet invånare är 235.
Terrängen runt El Parralito är bergig österut, men västerut är den kuperad. El Parralito ligger nere i en dal. Runt El Parralito är det ganska glesbefolkat, med 50 invånare per kvadratkilometer. Närmaste större samhälle är El Porvenir de Velasco Suárez, 18,0 km sydost om El Parralito. I omgivningarna runt El Parralito växer huvudsakligen savannskog.